# Lavanda (color)
Lavanda és un matís pàl·lid del violat provinent del color de la flor de la lavanda. El terme «lavanda» també es pot emprar en general per a una àmplia gamma de violats pàl·lids, intensos, mitjans o grisosos; per a alguns pàl·lids o intensos rosats, magenta, o porpra; i per a alguns pàl·lids o intensos blavosos-indis. El color lavanda s'obté barrejant violat amb blanc. Lavanda és un color que es fa servir per a la decoració d'interiors. El codi hexadecimal de lavanda és #E6E6FA.